# CFB Shilo

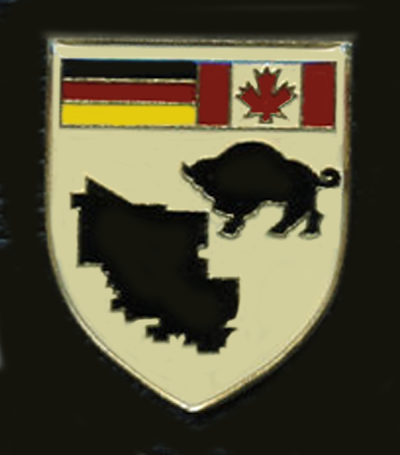
Abzeichen des ehemaligen Deutschen Verbindungskommandos

Die Canadian Forces Base Shilo (CFB Shilo) oder Base des Forces canadiennes Shilo (BFC Shilo) ist ein militärischer Stützpunkt und Trainingsgelände der kanadischen Streitkräfte sowie deren Verbündeten. Der Stützpunkt befindet sich ca. 35 km östlich von Brandon, Manitoba, Kanada. Er wird vom kanadischen Verteidigungsministerium, dem Department of National Defence (DND), betrieben und verfügt über ein Helipad. Zudem befindet sich hier das Royal Canadian Artillery Museum (RCA).
Neben den regulären Soldaten, die regelmäßig auf dem Stützpunkt trainieren, kommen noch Reserveeinheiten und Soldaten aus anderen NATO-Ländern wie z. B. Frankreich, Deutschland, Dänemark, den Vereinigten Staaten und dem Vereinigten Königreich.

## Geschichte
Das Gelände der CFB Shilo wurde schon im Jahre 1910 als Trainingsgelände für die Militärs genutzt. Nach dem Ausbruch des Ersten Weltkriegs wurde es ausgebaut. Anfänglich wurden dort Munitions- und Schießübungen abgehalten, die jedoch kurze Zeit später eingestellt wurden, da sie auf Missmut bei der angrenzenden Bevölkerung stießen. Ab 1942 wurde das Areal von Luftlandeeinheiten als Übungsgelände genutzt. In den folgenden Jahren trainierten auf dem Stützpunkt diverse Einheiten, darunter auch von NATO-Verbündeten. Die Bundeswehr benutzte die Einrichtung zwischen 1974 und 2000.

## Einheiten
Das militärische Personal umfasst rund 1400 Mitarbeiter, ferner sind 450 Zivilangestellte beschäftigt. 
- 1st Regiment, Royal Canadian Horse Artillery
- 2nd Battalion, Princess Patricia’s Canadian Light Infantry
- Home Station of the Royal Regiment of Canadian Artillery
- Western Area Training Centre Detachment Shilo

Weitere Unterstützungseinheiten sind: 
- 26th Field Artillery Regiment,
- Royal Canadian Artillery,
- RCA Brandon’s Reserve Unit
- 38 Canadian Brigade Group, mit Hauptquartier in Winnipeg
- 742 Signal Squadron, Land Force Western Area

## Galerie

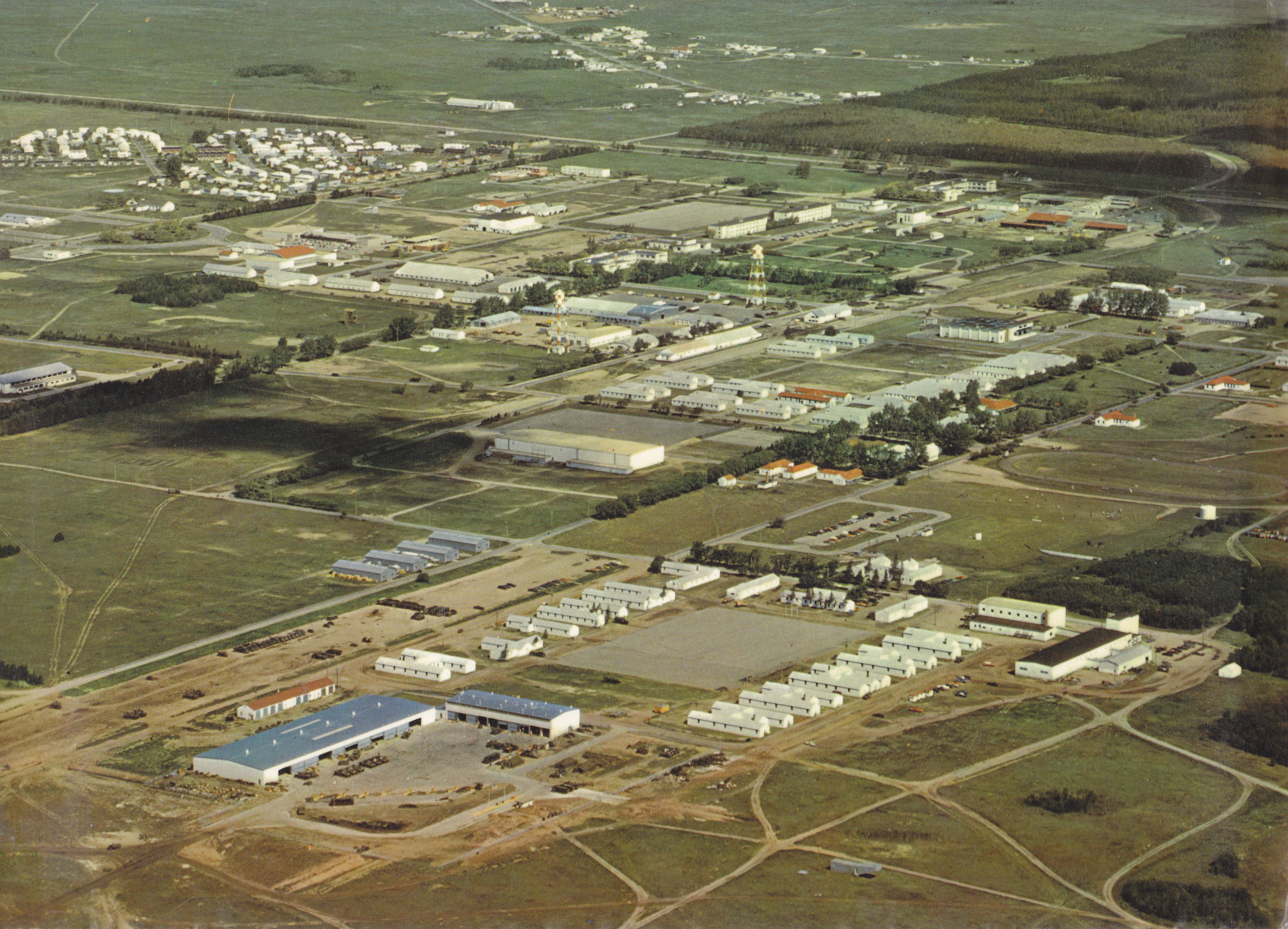
Luftaufnahme, die Gebäude der deutschen Streitkräfte im Vordergrund (1987).
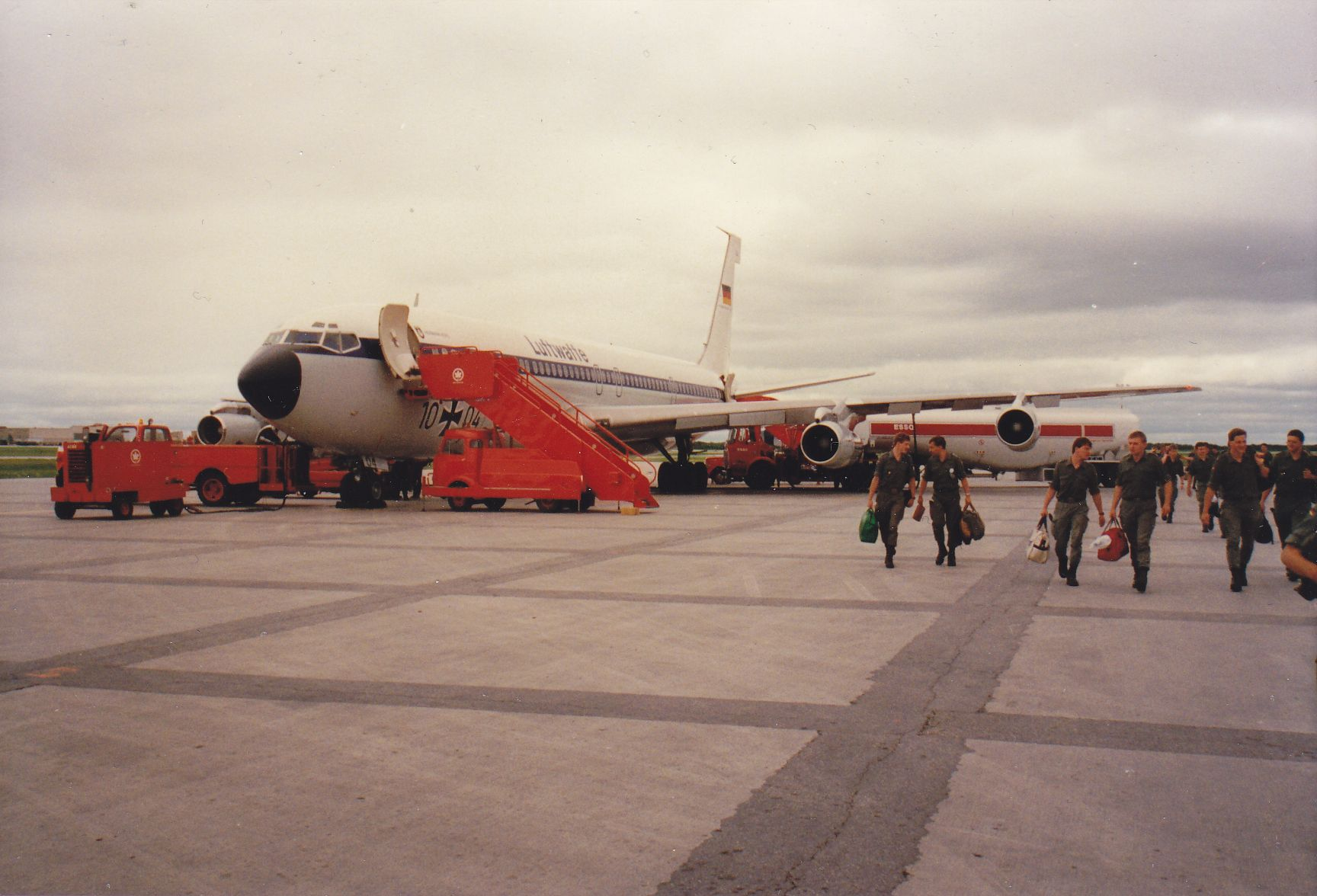
Landung in Winnipeg (1987).
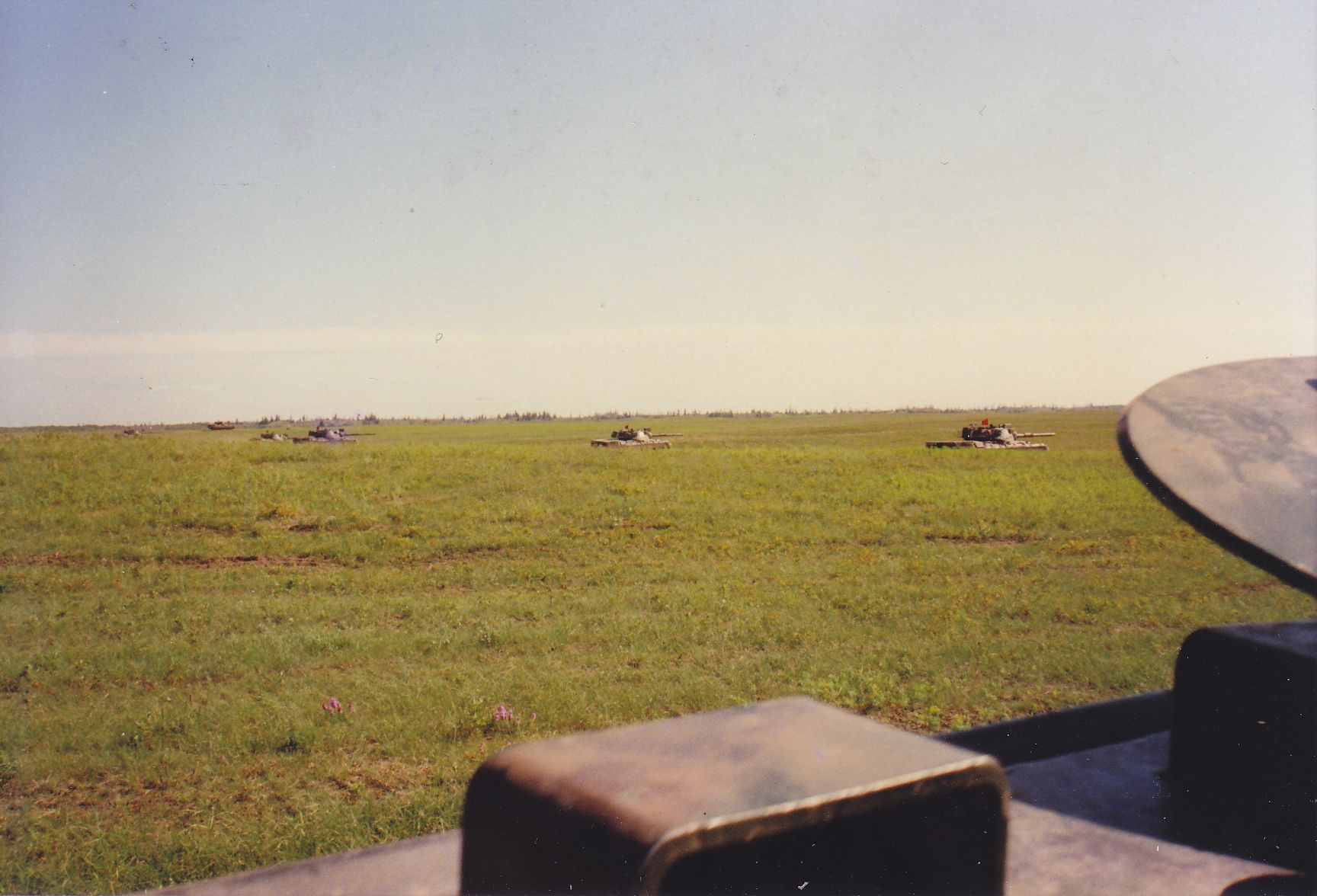
"Kampf-Wochenende" (1987).
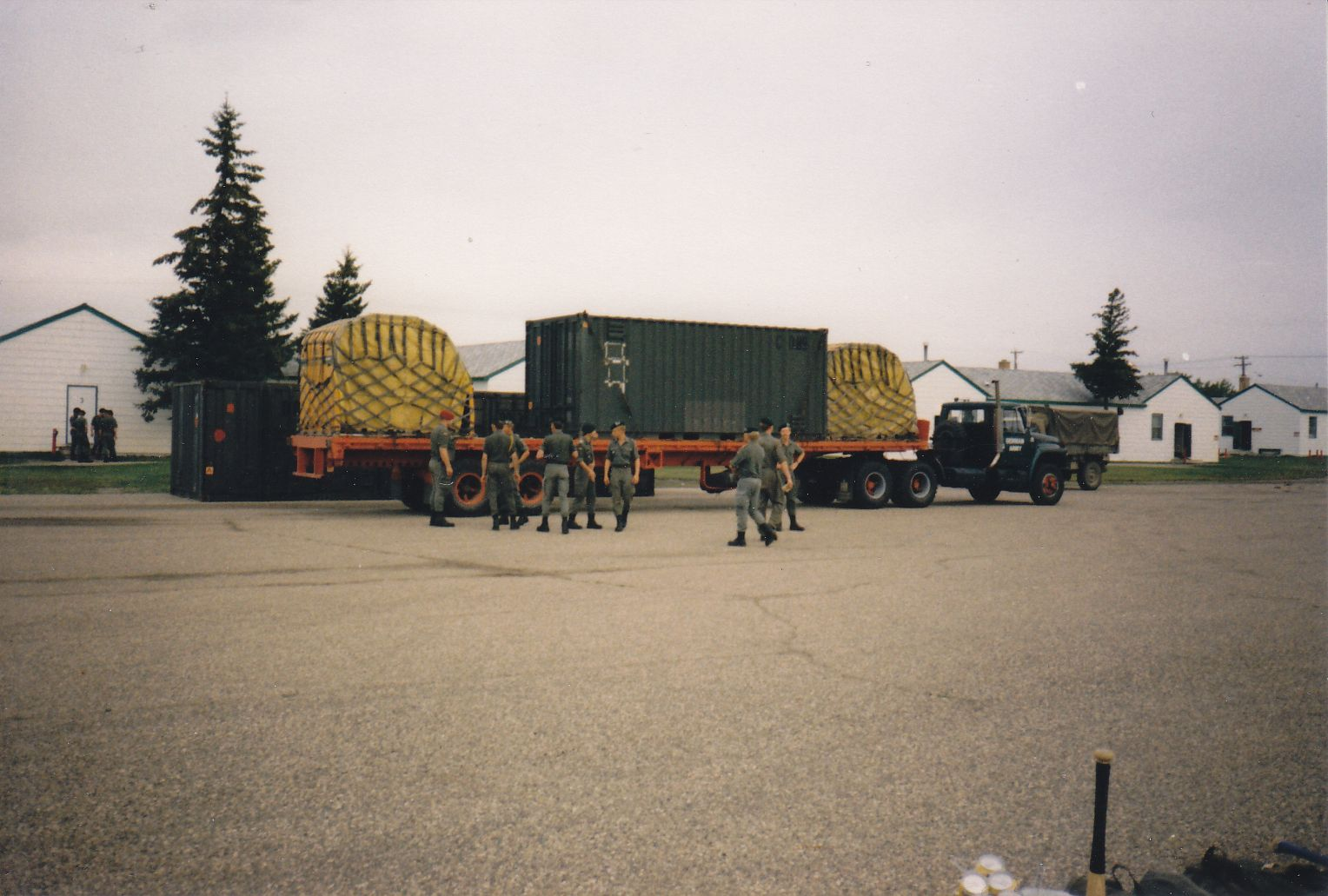
Kanadischer Truck "German Army" (1987).